# МКХ-10: Клас IX. Хвороби системи кровообігу

## (I00-I99) Клас IX. Хвороби системи кровообігу

### (I00-I02) Гострий ревматизм
| (I00)   | Гострий ревматизм без залучення серця       |
| (I01)   | Гострий ревматизм з залученням серця        |
| (I01.1) | Гострий ревматичний ендокардит              |
| (I01.2) | Гострий ревматичний міокардит               |
| (I01.8) | Інші гострі хвороби серця                   |
| (I01.9) | Гостра ревматична хвороба серця, неуточнена |
| (I02)   | Ревматична хорея                            |
| (I02.0) | Ревматична хорея з втягуванням серця        |
| (I02.9) | Ревматична хорея без втягування серця       |

### (I05-I09) Хронічні ревматичні хвороби серця
| (I05)   | Ревматичні хвороби мітрального клапана                                  |
| (I05.0) | Мітральний стеноз                                                       |
| (I05.1) | Ревматична мітральна недостатність                                      |
| (I05.2) | Мітральний стеноз з недостатністю                                       |
| (I05.8) | Інші хвороби мітрального клапана                                        |
| (I05.9) | Хвороба мітрального клапана, неуточнена                                 |
| (I06)   | Ревматичні хвороби аортального клапана                                  |
| (I06.0) | Ревматичний аортальний стеноз                                           |
| (I06.1) | Ревматична аортальна недостатність                                      |
| (I06.2) | Ревматичний аортальний стеноз з недостатністю                           |
| (I06.8) | Інші ревматичні хвороби аортального клапана                             |
| (I06.9) | Ревматична хвороба аортального клапана, неуточнена                      |
| (I07)   | Ревматичні хвороби тристулкового клапана                                |
| (I07.0) | Стеноз тристулкового клапана                                            |
| (I07.1) | Недостатність тристулкового клапана                                     |
| (I07.8) | Трикуспідальний стеноз з недостатністю                                  |
| (I07.8) | Інші хвороби тристулкового клапана                                      |
| (I07.9) | Хвороба тристулкового клапана, неуточнена                               |
| (I08)   | Ураження декількох клапанів                                             |
| (I08.0) | Хвороби обох, мітрального та аортального клапанів                       |
| (I08.1) | Хвороби обох, мітрального і тристулкового клапанів                      |
| (I08.2) | Хвороби обох, аортального і тристулкового клапанів                      |
| (I08.3) | Комбіновані порушення мітрального, аортального і тристулкового клапанів |
| (I08.8) | Інші множинні хвороби серцевих клапанів                                 |
| (I08.9) | Множинна хвороба серцевого клапана, неуточнена                          |
| (I09)   | Інші ревматичні хвороби серця                                           |
| (I09.0) | Ревматичний міокардит                                                   |
| (I09.1) | Ревматичні хвороби ендокарда, клапан неуточнений                        |
| (I09.2) | Хронічний ревматичний перикардит                                        |
| (I09.8) | Інші уточнені ревматичні хвороби серця                                  |
| (I09.9) | Ревматична хвороба серця, неуточнена                                    |

### (I10-I15) Гіпертонічна хвороба
| (I10)   | Есенціальна (первинна) гіпертонія                                                                    |
| (I11)   | Гіпертонічна хвороба з переважним ураженням серця                                                    |
| (I11.0) | Гіпертонічна хвороба з ураженням серця з застійними явищами та серцевою недостатністю                |
| (I11.9) | Гіпертонічна хвороба з ураженням серця без застійних явищ серцевої недостатності                     |
| (I12)   | Ниркова гіпертонічна хвороба                                                                         |
| (I12.0) | Гіпертонічна хвороба з нирковою недостатністю                                                        |
| (I12.9) | Гіпертонічна хвороба з ураженням нирок, але без ниркової недостатності                               |
| (I13)   | Гіпертонічна хвороба серцева та ниркова                                                              |
| (I13.0) | Гіпертонічна хвороба з ураженням серця і нирок з застійними явищами серцевою недостатністю           |
| (I13.1) | Гіпертонічна хвороба з ураженням і серця і нирок з нирковою недостатністю                            |
| (I13.2) | Гіпертонічна хвороба з ураженням і серця і нирок з застійними явищами серцево-нирковою недостатністю |
| (I13.9) | Гіпертонічна хвороба з ураженням і серця і нирок, неуточнена                                         |
| (I15)   | Вторинна гіпертонія                                                                                  |
| (I15.0) | Нирково-васкулярна гіпертонія                                                                        |
| (I15.1) | Вторинна гіпертонія, пов'язана з іншими нирковими порушеннями                                        |
| (I15.2) | Вторинна гіпертонія, пов'язана з ендокринними порушеннями                                            |
| (I15.8) | Інша вторинна гіпертонія                                                                             |
| (I15.9) | Вторинна гіпертонія, неуточнена                                                                      |

### (I20-I25) Ішемічна хвороба серця
| (I20)   | Стенокардія                                                                               |
| (I20.0) | Нестабільна стенокардія                                                                   |
| (I20.1) | Стенокардія з зареєстрованим спазмом судин                                                |
| (I20.8) | Інші форми стенокардії                                                                    |
| (I20.9) | Стенокардія, неуточнена                                                                   |
| (I21)   | Гострий інфаркт міокарду                                                                  |
| (I21.0) | Гострий трансмуральний інфаркт міокарду передньої стінки                                  |
| (I21.1) | Гострий трансмуральний інфаркт міокарду нижньої стінки                                    |
| (I21.2) | Гострий трансмуральний інфаркт міокарду інших локалізацій                                 |
| (I21.3) | Гострий трансмуральний інфаркт міокарду неуточненої локалізації                           |
| (I21.4) | Гострий субендокардіальний інфаркт міокарду                                               |
| (I21.8) | Повторний інфаркт міокарду інших локалізацій                                              |
| (I21.9) | Гострий інфаркт міокарду, неуточнений                                                     |
| (I22)   | Повторний інфаркт міокарду                                                                |
| (I22.0) | Повторний інфаркт міокарду передньої стінки                                               |
| (I22.1) | Повторний інфаркт міокарду нижньої стінки                                                 |
| (I22.9) | Повторний інфаркт міокарду, неуточнений                                                   |
| (I23)   | Деякі поточні ускладнення гострого інфаркту міокарду                                      |
| (I23.0) | Гемоперікардіум, як поточне ускладнення при гострому інфаркті міокарда                    |
| (I23.1) | Дефект передсердно-шлуночкової перетинки, як ускладнення при гострому інфаркті міокарда   |
| (I23.2) | Дефект міжшлуночкової перетинки як ускладнення при гострому інфаркті міокарда             |
| (I23.3) | Розрив серцевої стінки без гемоперікардіуму як ускладнення при гострому інфаркті міокарду |
| (I23.4) | Розрив chordae tendineae як ускладнення при гострому інфаркті міокарду                    |
| (I23.5) | Розрив папілярного м'яза як ускладнення при гострому інфаркті міокарду                    |
| (I23.6) | Тромбоз передсердя і шлуночку як ускладнення при гострому інфаркті міокарду               |
| (I23.8) | Інші ускладнення при гострому інфаркті міокарду                                           |
| (I24)   | Інші гострі ішемічні хвороби серця                                                        |
| (I24.0) | Тромбоз вінцевих судин, не пов'язаний з інфарктом міокарду:                               |
| (I24.1) | Синдром Дреслера                                                                          |
| (I24.8) | Інші форми гострої ішемічної хвороби серця                                                |
| (I24.9) | Гостра ішемічна хвороба серця, неуточнена                                                 |
| (I25)   | Хронічна ішемічна хвороба серця                                                           |
| (I25.0) | Атеросклеротична кардіоваскулярна хвороба, як така                                        |
| (I25.1) | Атеросклеротична хвороба серця                                                            |
| (I25.2) | Постінфарктний кардіосклероз                                                              |
| (I25.3) | Аневризма серця                                                                           |
| (I25.4) | Аневризма вінцевої артерії                                                                |
| (I25.5) | Ішемічна кардіоміопатія                                                                   |
| (I25.6) | Безсимптомна ішемія міокарду                                                              |
| (I25.8) | Інші форми хронічної ішемічної хвороби серця                                              |
| (I25.9) | Хронічна ішемічна хвороба серця, неуточнена                                               |

### (I26-I28) Легенево-серцева недостатність та хвороби малого кола кровообігу
| (I26)   | Емболія легень                                            |
| (I26.0) | Легенева емболія зі згадуванням про гостре легеневе серце |
| (I26.9) | Легенева емболія без згадування про гостре легеневе серце |
| (I27)   | Інші форми легенево-серцевої недостатності                |
| (I27.0) | Первинна легенева гіпертензія                             |
| (I27.1) | Кіфосколіотична хвороба серця                             |
| (I27.8) | Інші уточнені форми легеневого серця                      |
| (I27.9) | Легеневе серце, неуточнене                                |
| (I28)   | Інші хвороби легеневих судин                              |
| (I28.0) | Артеріовенозна нориця легеневих судин                     |
| (I28.1) | Аневризма легеневої артерії                               |
| (I28.8) | Інші уточнені хвороби легеневих судин                     |
| (I28.9) | Хвороба легеневих судин, неуточнена                       |

### (I30-I52) Інші хвороби серця
| (I30)   | Гострий перикардит                                                                                  |
| (I30.0) | Гострий неспецифічний ідіопатичний перікардит                                                       |
| (I30.1) | Інфекційний перікардит                                                                              |
| (I30.8) | ристовують додатковий код (В95-В97)                                                                 |
| (I30.8) | Інші форми гострого перікардиту                                                                     |
| (I30.9) | Гострий перікардит, неуточнений                                                                     |
| (I31)   | Інші хвороби перикарда                                                                              |
| (I31.0) | Хронічний адгезивний перікардит                                                                     |
| (I31.1) | Хронічний констриктивний перикардит                                                                 |
| (I31.2) | Гемоперикард, не класифікований в інших рубриках                                                    |
| (I31.3) | Випіт у перикард (не запального характеру)                                                          |
| (I31.8) | Інші уточнені хвороби перікарду                                                                     |
| (I31.9) | Хвороба перикарду, неуточнена                                                                       |
| (I32)   | Перикаддит при хворобах, класифікованих в інших рубриках                                            |
| (I32.0) | Перикардит при бактеріальних інфекціях, класифікованих в інших рубриках                             |
| (I32.1) | Перикардит при інших інфекційних і паразитарних хворобах, класифікованих в інших рубриках           |
| (I32.8) | Перикардит при інших хворобах, класифікованих в інших рубриках                                      |
| (I33)   | Гострий та підгострий ендокардит                                                                    |
| (I33.0) | Гострий і підгострий ендокардит                                                                     |
| (I33.9) | Гострий ендокардит, неуточнений                                                                     |
| (I34)   | Неревматичні ураження мітрального клапана                                                           |
| (I34.0) | Недостатність мітрального клапана                                                                   |
| (I34.1) | Пролабіювання мітральне (клапанне)                                                                  |
| (I34.2) | Неревматичний мітральний (клапанний) стеноз                                                         |
| (I34.8) | Інші ураження мітрального клапана неревматичного походження                                         |
| (I34.9) | Неревматичне ураження мітрального клапана, неуточнене                                               |
| (I35)   | Неревматичні ураження аортального клапана                                                           |
| (I35.0) | Аортальний (клапанний) стеноз                                                                       |
| (I35.1) | Аортальна (клапанна) недостатність                                                                  |
| (I35.2) | Аортальний (клапанний) стеноз з недостатністю                                                       |
| (I35.9) | Порушення аортального клапана, неуточнене                                                           |
| (I36)   | Неревматичні ураження тристулкового клапана                                                         |
| (I36.0) | Неревматичний тристулковий (клапанний) стеноз                                                       |
| (I36.1) | Неревматична тристулкова (клапанна) недостатність                                                   |
| (I36.2) | Неревматичний тристулковий (клапанний) стеноз з недостатністю                                       |
| (I36.8) | Інші неревматичні порушення тристулкового клапана                                                   |
| (I36.9) | Неревматичне порушення тристулкового клапана, неуточнене                                            |
| (I37)   | Ураження легеневого клапана                                                                         |
| (I37.0) | Стеноз легеневого клапана                                                                           |
| (I37.1) | Недостатність легеневого клапана                                                                    |
| (I37.2) | Стеноз легеневого клапана з недостатністю                                                           |
| (I37.8) | Інші ураження легеневого клапана                                                                    |
| (I37.9) | Ураження легеневого клапана, неуточнене                                                             |
| (I38)   | Ендокардит, клапанний неуточнений                                                                   |
| (I38.8) | Інші порушення аортального клапана                                                                  |
| (I39)   | Ендокардит та порушення клапанів серця при хворобах, класифікованих в інших рубриках                |
| (I39.0) | Ураження мітрального клапана при хворобах, класифікованих в інших рубриках                          |
| (I39.1) | Ураження аортального клапана при хворобах, класифікованих в інших рубриках                          |
| (I39.2) | Ураження тристулкового клапана при хворобах, класифікованих в інших рубриках                        |
| (I39.3) | Ураження легеневого клапана при хворобах, класифікованих в інших рубриках                           |
| (I39.4) | Множинні ураження серцевих клапанів при хворобах, класифікованих в інших рубриках                   |
| (I39.8) | Ендокардит, клапан неуточнений, при хворобах, класифікованих в інших рубриках                       |
| (I40)   | Гострий міокардит                                                                                   |
| (I40.0) | Інфекційний міокардит                                                                               |
| (I40.1) | Ізольований міокардит                                                                               |
| (I40.8) | Інший гострий міокардит                                                                             |
| (I40.9) | Гострий міокардит. неуточнений                                                                      |
| (I41)   | Міокардит при бактеріальних хворобах, класифікованих в інших рубриках                               |
| (I41.0) | Міокардит при бактеріальних хворобах, класифікованих в інших рубриках                               |
| (I41.1) | Міокардит при вірусних при хворобах, класифікованих в інших рубриках                                |
| (I41.2) | Міокардит при інших інфекційних та паразитарних при хворобах, класифікованих в інших рубриках       |
| (I41.8) | Міокардит при інших хворобах, класифікованих в інших рубриках                                       |
| (I42)   | Кардіоміопатія з розширенням меж серця                                                              |
| (I42.0) | Кардіоміопатія з розширенням меж серця                                                              |
| (I42.1) | Гіпертрофічна обструктивна кардіоміопатія                                                           |
| (I42.2) | Інша гіпертрофічна кардіоміопатія                                                                   |
| (I42.3) | Ендоміокардіальна (еозинофільна) хвороба                                                            |
| (I42.4) | Ендокардіальний фіброеластоз                                                                        |
| (I42.5) | Інша рестриктивна кардіоміоппатія                                                                   |
| (I42.6) | Алкогольна кардіоміопатія                                                                           |
| (I42.7) | Кардіоміопатія, внаслідок дії фармпрепаратів та інших зовнішніх агентів                             |
| (I42.8) | Інші кардіоміопатія                                                                                 |
| (I42.9) | Кардіоміопатія, неуточнена                                                                          |
| (I43)   | Кардіоміопатія при інфекційних хворобах, класифікованих в інших рубриках                            |
| (I43.0) | Кардіоміопатія при інфекційних та паразитарних хворобах, класифікованих в інших рубриках            |
| (I43.1) | Кардіоміопатія при метиболічних хворобах                                                            |
| (I43.2) | Кардіоміопатія при хворобах, обумовлених харчуванням                                                |
| (I43.8) | Кардіоміопатія при інших хворобах, класифікованих в інших рубриках                                  |
| (I44)   | Атріовентрикулярна блокада та блокада лівої ніжки пучка Гіса                                        |
| (I44.0) | Атріовентрикулярна блокада першого ступеня                                                          |
| (I44.1) | Атріовентрикулярна блокада другого ступеня                                                          |
| (I44.2) | Атріовентрикулярна блокада повна                                                                    |
| (I44.3) | Інша та неуточнена тріовентрикулярна блокада                                                        |
| (I44.4) | Блокада лівої передньої ніжки пучка                                                                 |
| (I44.5) | Блокада лівої задньої ніжки пучка                                                                   |
| (I44.6) | Інша та неуточнена блокада пучка                                                                    |
| (I44.7) | Блокада лівої ніжки пучка, неуточнена                                                               |
| (I45)   | Інші порушення провідності                                                                          |
| (I45.0) | Блокада правої ніжки пучка                                                                          |
| (I45.1) | Інша та неуточнена блокада правої ніжки пучка                                                       |
| (I45.2) | Біфасцикулярна блокада                                                                              |
| (I45.3) | Трифасцикулярна блокада                                                                             |
| (I45.4) | Неуточнена інтравентрикулярна блокада                                                               |
| (I45.5) | Інша уточнена блокада серця                                                                         |
| (I45.6) | Синдром передчасного збудження шлуночків                                                            |
| (I45.8) | Інші уточнені порушення провідності                                                                 |
| (I45.9) | Порушення провідності, неуточнене                                                                   |
| (I46)   | Зупинка серця                                                                                       |
| (I46.0) | Вдала реанімація при зупинці серця                                                                  |
| (I46.1) | Раптова серцева смерть, так описана:                                                                |
| (I46.9) | Зупинка серця, неуточнена                                                                           |
| (I47)   | Пароксизмальна тахікардія                                                                           |
| (I47.0) | Re-entry шлуночкова аритмія                                                                         |
| (I47.1) | Надшлуночкова тахікардія                                                                            |
| (I47.2) | Шлуночкова тахікардія                                                                               |
| (I47.9) | Параксизмальна тахікардія, неуточнена                                                               |
| (I48)   | Фібриляція і миготіння передсердя (синдром Бувре-Гормана)                                           |
| (I49)   | Інші види порушення серцевого ритму                                                                 |
| (I49.0) | Фібриляція та миготіння шлуночків                                                                   |
| (I49.1) | Передчасна передсердна деполяризація                                                                |
| (I49.2) | З'єднуване передчасна деполяризація                                                                 |
| (I49.3) | Шлуночкова передчасна деполяризація                                                                 |
| (I49.4) | Інша неуточнена передчасна деполяризація                                                            |
| (I49.5) | Синдром слабості синусового вузла                                                                   |
| (I49.8) | Інші уточнені порушення серцевого ритму                                                             |
| (I49.9) | Серцева аритмія, неуточнена                                                                         |
| (I50)   | Серцева недостатність                                                                               |
| (I50.0) | Серцева недостатність застійного характеру                                                          |
| (I50.1) | Недостатність лівого шлуночка                                                                       |
| (I50.9) | Серцева недостатність, неуточнена                                                                   |
| (I51)   | Ускладнення та недостатньо описана хвороба серця                                                    |
| (I51.0) | Дефект серцевої перетинки, надбаний                                                                 |
| (I51.1) | Розрив сухожилля хорди, не класифікований в інших рубриках                                          |
| (I51.2) | Розрив сосочкового м'яза, не класифікований в інших рубриках                                        |
| (I51.3) | Внутрішньосерцевий тромбоз, не класифікований в інших рубриках                                      |
| (I51.5) | Дегенерація міокарду                                                                                |
| (I51.6) | Серцево-судинна хвороба, неуточнена                                                                 |
| (I51.7) | Кардіомегалія                                                                                       |
| (I51.8) | Інші недостатньо означені хвороби серця                                                             |
| (I51.9) | Хвороба серця, неуточнена                                                                           |
| (I52)   | Інші ураження серця при хворобах, класифікованих в інших рубриках                                   |
| (I52.0) | Інші ураження серця при бактеріальних хворобах, класифікованих в інших рубриках                     |
| (I52.1) | Інші ураження серця при інших інфекційних та паразитарних хворобах, класифікованих в інших рубриках |
| (I52.8) | Інші ураження серця при інших хворобах, класифікованих в інших рубриках                             |
| (I54.4) | Міокардит, неуточнений                                                                              |

### (I60-I69) Ураження судин головного мозку
| (I60)   | Субарахноїдальний крововилив                                                                    |
| (I60.0) | Субарахноїдальний крововилив з каротидного сифона і біфуркації                                  |
| (I60.1) | Субарахноїдальний крововилив з серединної церебральної артерії                                  |
| (I60.2) | Субарахноїдальний крововилив з передньої сполучної артерії                                      |
| (I60.3) | Субарахноїдальний крововилив з задньої сполучної артерії                                        |
| (I60.4) | Субарахноїдальний крововилив з базилярної артерії                                               |
| (I60.5) | Субарахноїдальний крововилив з вертебральної артерії                                            |
| (I60.6) | Субарахноїдальний крововилив з інших внутрішньочерепних артерій                                 |
| (I60.7) | Субарахноїдальний крововилив з внутрішньочерепної артерії, неуточнений                          |
| (I60.8) | Інший субарахноїдальний крововилив                                                              |
| (I60.9) | Субарахноїдальний крововилив , неуточнений                                                      |
| (I61)   | Крововилив в мозок                                                                              |
| (I61.0) | Внутрішньомозковий крововилив у півкулю, субкортикальний                                        |
| (I61.1) | Внутрішньомозковий крововилив у півкулю, кортикальний                                           |
| (I61.2) | Внутрішньомозковий крововилив у півкулю, неуточнений                                            |
| (I61.3) | Внутрішньомозковий крововилив у стовбур головного мозку                                         |
| (I61.4) | Внутрішньомозковий крововилив у мозочок                                                         |
| (I61.5) | Внутрішньомозковий крововилив, внутрішньошлуночковий                                            |
| (I61.6) | Внутрішньомозковий крововилив, локалізований                                                    |
| (I61.8) | Інший внутрішньомозковий крововилив                                                             |
| (I61.9) | Внутрішньомозковий крововилив, неуточнений                                                      |
| (I62)   | Інший нетравматичний внутрішньочерепний крововилив                                              |
| (I62.0) | Субдуральний крововилив (гострий)(нетравматичний)                                               |
| (I62.1) | Нетравматичний екстрадуральний крововилив                                                       |
| (I62.9) | Внутрішньочерепний крововилив (нетравматичний), неуточнений                                     |
| (I63)   | Інфаркт головного мозку                                                                         |
| (I63.0) | Інфаркт мозку внаслідок тромбозу прецеребральних артерій                                        |
| (I63.1) | Інфаркт мозку внаслідок емболії прецеребральних артерій                                         |
| (I63.2) | Інфаркт мозку внаслідок неуточненої закупорки або стенозу прецеребральних артерій               |
| (I63.3) | Інфаркт мозку внаслідок тромбозу церебральних артерій                                           |
| (I63.4) | Інфаркт мозку внаслідок емболії церебральних артерій                                            |
| (I63.5) | Інфаркт мозку внаслідок неуточненої закупорки або стенозу церебральних артерій                  |
| (I63.6) | Мозковий інфаркт внаслідок церебрального венозного тромбозу, негнійний                          |
| (I63.8) | Інший інфаркт мозку                                                                             |
| (I63.9) | Інфаркт мозку, неуточнений                                                                      |
| (I64)   | Інсульт, неуточнений як крововилив чи інфаркт                                                   |
| (I65)   | Оклюзія та стеноз прецеребральних артерій, що не призводять до інфаркту мозку                   |
| (I65.0) | Закупорка та стеноз хребтової артерії                                                           |
| (I65.1) | Закупорка та стеноз базілярної артерії                                                          |
| (I65.2) | Закупорка та стеноз сонної артерії                                                              |
| (I65.3) | Закупорка та стеноз декількох і двосторонніх прецеребральних артерій                            |
| (I65.8) | Закупорка та стеноз іншої прецеребральної артерії                                               |
| (I65.9) | Закупорка та стеноз неуточненої прецеребральної артерії                                         |
| (I66)   | Оклюзія та стеноз церебральних артерій, що не призводять доінфаркту мозку                       |
| (I66.0) | Закупорка та стеноз серединної церебральної артерії                                             |
| (I66.1) | Закупорка та стеноз передньої церебральної артерії                                              |
| (I66.2) | Закупорка та стеноз задньої церебральної артерії                                                |
| (I66.3) | Закупорка та стеноз мозочкових артерій                                                          |
| (I66.4) | Закупорка та стеноз декількох і двосторонніх церебральних артерій                               |
| (I66.8) | Закупорка та стеноз іншої церебральної артерії                                                  |
| (I66.9) | Закупорка та стеноз неуточненої церебральної артерії                                            |
| (I67)   | Інші ураження судин головного мозку                                                             |
| (I67.0) | Розшарування церебральних артерій без розриву                                                   |
| (I67.1) | Церебральна аневризма, нерозірвана                                                              |
| (I67.2) | Церебральний атеросклероз (склероз судин головного мозку)                                       |
| (I67.3) | Прогресуюча судинна лейкоенцефалопатія                                                          |
| (I67.4) | Гіпертензивна енцефалопатія                                                                     |
| (I67.5) | Хвороба Мойамойа                                                                                |
| (I67.6) | Негнійний тромбоз внутрішньочерепного венозного синуса                                          |
| (I67.7) | Церебральний артеріїт, не класифікований в інших рубриках                                       |
| (I67.8) | Інші уточнені цереброваскулярні хвороби (хронічна ішемія мозку)                                 |
| (I67.9) | Неуточнені судинно-мозкові захворювання                                                         |
| (I68)   | Ураження судин головного мозку при хворобах, класифікованих в інших рубриках                    |
| (I68.0) | Церебральна амілоїдна ангінопатія (Е85.-)                                                       |
| (I68.1) | Церебральний артеріїт при інфекційних та паразитарних хворобах, класифікованих в інших рубриках |
| (I68.2) | Церебральний артеріїт при інших хворобах, класифікованих в інших рубриках                       |
| (I68.8) | Інші цереброваскулярні ураження при хворобах, класифікованих в інших рубриках                   |
| (I69)   | Віддалені наслідки ураження судин головного мозку                                               |
| (I69.0) | Віддалені наслідки субарахноїдального крововиливу                                               |
| (I69.1) | Віддалені наслідки внутрішньомозкового крововиливу                                              |
| (I69.2) | Віддалені наслідки іншого нетравматичного внутрішньочерепного крововиливу                       |
| (I69.3) | Віддалені наслідки інфаркту мозку                                                               |
| (I69.4) | Віддалені наслідки мозкового інсульту, неуточненого як крововилив чи інфаркт                    |
| (I69.8) | Віддалені наслідки інших та неуточнених цереброваскулярних хвороб                               |

### (I70-I79) Хвороби артерій, артеріол та капілярів
| (I70)   | Атеросклероз                                                                               |
| (I70.0) | Атеросклероз аорти                                                                         |
| (I70.1) | Атеросклероз ниркової артерії                                                              |
| (I70.2) | Атеросклероз артерій кінцівок                                                              |
| (I70.8) | Атеросклероз інших артерій                                                                 |
| (I70.9) | Генералізований і неуточнений атеросклероз                                                 |
| (I71)   | Аневризма та розшарування аорти                                                            |
| (I71.0) | Розшарування аорти (будь-якої частини)                                                     |
| (I71.1) | Аневризма грудної аорти розірвана                                                          |
| (I71.2) | Аневризма грудної аорти без згадування про розрив                                          |
| (I71.3) | Аневризма черевної аорти, розірвана                                                        |
| (I71.4) | Аневризма черевної аорти, без згадування про розрив                                        |
| (I71.5) | Аневризма грудочеревної аорти, розірвана                                                   |
| (I71.6) | Аневризма грудочеревної аорти без згадування про розрив                                    |
| (I71.8) | Аневризма аорти неуточненої локалізації, розірвана                                         |
| (I71.9) | Аневризма аорти неуточненої локалізації без згадування про розрив                          |
| (I72)   | Інша аневризма                                                                             |
| (I72.0) | Аневризма сонної артерії                                                                   |
| (I72.1) | Аневризма артерії верхньої кінцівки                                                        |
| (I72.2) | Аневризма ниркової артерії                                                                 |
| (I72.3) | Аневризма клубової артерії                                                                 |
| (I72.4) | Аневризма артерії нижньої кінцівки                                                         |
| (I72.8) | Аневризма іншої уточненої артерії                                                          |
| (I72.9) | Аневризма неуточненої локалізації                                                          |
| (I73)   | Інші хвороби периферійних судин                                                            |
| (I73.0) | Синдром Рейно                                                                              |
| (I73.1) | Облітеруючий тромбангіїт (хвороба Бюргера)                                                 |
| (I73.5) | Інфаркт селезінки                                                                          |
| (I73.8) | Інші уточнені хвороби периферичних судин                                                   |
| (I73.9) | Хвороба периферичних судин, неуточнена                                                     |
| (I74)   | Емболія та тромбоз артерії                                                                 |
| (I74.0) | Емболія та тромбоз черевної аорти                                                          |
| (I74.1) | Емболія та тромбоз інших та неуточнених відділів аорти                                     |
| (I74.2) | Емболія та тромбоз артерій верхніх кінцівок                                                |
| (I74.3) | Емболія та тромбоз артерій нижніх кінцівок                                                 |
| (I74.4) | Емболія та тромбоз артерій кінцівок, неуточнені                                            |
| (I74.5) | Емболія та тромбоз клубової артерії                                                        |
| (I74.8) | Емболія та тромбоз інших артерій                                                           |
| (I74.9) | Емболія та тромбоз неуточненої артерії                                                     |
| (I75)   | Інші порушення артерій та артеріол                                                         |
| (I76)   | Хвороби капілярів                                                                          |
| (I77.0) | Артеріовенозний свищ, набутий                                                              |
| (I77.1) | Звуження артерії                                                                           |
| (I77.2) | Розрив артерії                                                                             |
| (I77.3) | Артеріальна фіброзна-м'язова дисплазія                                                     |
| (I77.4) | Синдром компресії черевної артерії                                                         |
| (I77.5) | Некроз артерії                                                                             |
| (I77.6) | Артеріїт, неуточнений                                                                      |
| (I77.8) | Інші уточнені порушення артерій та артеріол                                                |
| (I77.9) | Порушення артерій та артеріол, неуточнене                                                  |
| (I78.0) | Спадкова геморагічна телеангіектазія                                                       |
| (I78.1) | Невус, непухлинний                                                                         |
| (I78.8) | Інші хвороби капілярів                                                                     |
| (I78.9) | Хвороба капілярів. неуточнена                                                              |
| (I79)   | Ураження артерій, артеріол та капілярів при хворобах, класифікованих в інших рубриках      |
| (I79.0) | Аневризма аорти при хворобах, класифікованих в інших рубриках                              |
| (I79.1) | Аортит при хворобах, класифікованих в інших рубриках                                       |
| (I79.2) | Периферична ангіопатія при хворобах, класифікованих в інших рубриках                       |
| (I79.8) | Інші ураження, артерій, артеріол і капілярів при хворобах, класифікованих в інших рубриках |

### (I80-I89) Хвороби вен, лімфатичних судин та лімфовузлів, не класифіковані в інших рубриках
| (I80)   | Флебіт та тромбофлебіт                                                    |
| (I80.0) | Флебіт та тромбофлебіт поверхневих судин нижніх кінцівок                  |
| (I80.1) | Флебіт та тромбофлебіт стегнової вени                                     |
| (I80.2) | Флебіт та тромбофлебіт інших глибоких судин нижніх кінцівок               |
| (I80.3) | Флебіт та тромбофлебіт нижніх кінцівок, неуточнений                       |
| (I80.8) | Флебіт та тромбофлебіт інших локалізацій                                  |
| (I80.9) | Флебіт та тромбофлебіт неуточненої локалізації                            |
| (I81)   | Тромбоз воротної вени                                                     |
| (I82)   | Інша венозна емболія та тромбоз                                           |
| (I82.0) | Синдром Бадда-Кіарі                                                       |
| (I82.1) | Тромбофлебіт мігруючий                                                    |
| (I82.2) | Емболія та тромбоз порожнистої вени                                       |
| (I82.3) | Емболія та тромбоз ниркової вени                                          |
| (I82.8) | Емболія та тромбоз інших уточнених вен                                    |
| (I82.9) | Емболія та тромбоз неуточненої вени                                       |
| (I83)   | Варикозне розширення вен нижніх кінцівок                                  |
| (I83.0) | Варикозне розширення вен нижніх кінцівок з виразкою                       |
| (I83.1) | Варикозне розширення вен нижніх кінцівок з запаленням                     |
| (I83.2) | Варикозне розширення вен нижніх кінцівок з виразкою та запаленням         |
| (I83.9) | Варикозне розширення вен нижніх кінцівок без виразки або запалення        |
| (I84)   | Геморой                                                                   |
| (I84.0) | Внутрішній тромбований геморой                                            |
| (I84.1) | Внутрішній геморой з іншими ускладненнями                                 |
| (I84.2) | Внутрішній геморой без ускладнень                                         |
| (I84.3) | Зовнішній тромбований геморой                                             |
| (I84.4) | Зовнішній геморой з іншими ускладненнями                                  |
| (I84.5) | Зовнішній геморой без ускладнень                                          |
| (I84.6) | Залишкові гемороїдальні шкірні мітки                                      |
| (I84.7) | Неуточнений тромбований геморой                                           |
| (I84.8) | Неуточнений геморой з іншими ускладненнями                                |
| (I84.9) | Неуточнений геморой без ускладнень                                        |
| (I85)   | Варикозне розширення вен стравоходу                                       |
| (I85.0) | Варикозне розширення вен стравоходу з кровотечею                          |
| (I85.9) | Варикозне розширення вен стравоходу без кровотечі                         |
| (I86)   | Варикозне розширення вен інших локалізацій                                |
| (I86.0) | Варикозне розширення під'язикових вен                                     |
| (I86.1) | Варикозне розширення вен мошонки                                          |
| (I86.2) | Варикозне розширення вен тазу                                             |
| (I86.3) | Варикозне розширення вен вульви                                           |
| (I86.6) | Варикозне розширення вен шлунку                                           |
| (I86.8) | Варикозне розширення вен інших уточнених локалізацій                      |
| (I87)   | Інші ураження вен                                                         |
| (I87.0) | Постфлебітичний синдром                                                   |
| (I87.1) | Здавлення вени                                                            |
| (I87.2) | Венозна недостатність (хронічна)(периферична)                             |
| (I87.8) | Інші уточнені ураження вен                                                |
| (I87.9) | Ураження вени, неуточнене                                                 |
| (I88)   | Неспецифічний лімфаденіт                                                  |
| (I88.0) | Неспецифічний мезентеріальний лімфаденіт                                  |
| (I88.1) | Хронічний лімфаденіт, за винятком мезентеріального                        |
| (I88.8) | Інший неспецифічний лімфаденіт                                            |
| (I88.9) | Неспецифічний лімфаденіт, неуточнений                                     |
| (I89)   | Інші неінфекційні ураження лімфатичних судин та лімфовузлів               |
| (I89.0) | Лімфонабряк, не класифікований в інших рубриках                           |
| (I89.1) | Лімфангіт                                                                 |
| (I89.8) | Інші уточнені неінфекційні ураження лімфатичних                           |
| (I89.9) | Неінфекційне ураження лімфатичних судин та лімфатичних вузлів, неуточнене |

### (I95-I99) Інші та неуточнені порушення системи кровообігу
| (I95)   | Артеріальна гіпотензія |
| (I95.0) | Ідіопатична гіпотензія |
| (I95.1) | Ортостатична гіпотензія |
| (I95.2) | Гіпотензія внаслідок дії лікарських засобів                                                                                        |
| (I95.8) | Інша гіпотензія |
| (I95.9) | Гіпотензія, неуточнена |
| (I97)   | Постпроцедурні порушення системи кровообігу (після хірургічного втручання та медичних процедур), не класифіковані в інших рубриках |
| (I97.0) | Посткардіотомічний синдром |
| (I97.1) | Інші функціональні розлади внаслідок кардіального втручання                                                                        |
| (I97.2) | Синдром лімфонабряку після мастектомії                                                                                             |
| (I97.8) | Інші постпроцедурні порушення кровообігу, не класифіковані в інших рубриках                                                        |
| (I97.9) | Постпроцедурне порушення системи кровообігу, неуточнене                                                                            |
| (I98)   | Інші порушення системи кровообігу при хворобах, класифікованих в інших рубриках                                                    |
| (I98.0) | Сифіліс серцево-судинної системи                                                                                                   |
| (I98.1) | Серцево-судинні ураження при інших інфекційних та паразитарних хворобах, класифікованих в інших рубриках                           |
| (I98.2) | Варикозне розширення вен стравоходу при хворобах, класифікованих в інших рубриках                                                  |
| (I98.8) | Інші уточнені порушення системи кровообігу при хворобах, класифікованих в інших рубриках                                           |
| (I99)   | Інші та неуточнені порушення системи кровообігу                                                                                    |

## Виноски
1. ↑  International Statistical Classification of Diseases and Related Health Problems 10th Revision. Version:2015 (англ.). World Health Organization. Процитовано 15 листопада 2015. (англ.)
2. ↑  Клініко-статистична класифікація хвороб, розроблена на базі МКХ-10 (проект) (укр.). Міністерство охорони здоров'я України. Процитовано 15 листопада 2015. (укр.)